# Mammy
Mammy is een Amerikaanse muziekfilm uit 1930 onder regie van Michael Curtiz. In Nederland werd de film destijds uitgebracht onder de titel Moedertje.

## Verhaal
Al Fuller is een dronken variétéster. Als hij voor de grap een pistool richt op de variétéartiest Westy, gaat dat per ongeluk af. Hij schiet hem neer en wordt gearresteerd. Al slaat op de vlucht en gaat te rade bij zijn moeder.

## Rolverdeling
| Acteur          | Personage          |
| --------------- | ------------------ |
| Al Jolson       | Al Fuller          |
| Lois Moran      | Nora Meadows       |
| Lowell Sherman  | Billy West / Westy |
| Louise Dresser  | Moeder Fuller      |
| Hobart Bosworth | Meadows            |
| Tully Marshall  | Slats              |
| Mitchell Lewis  | Hank Smith / Tambo |
| Jack Curtis     | Sheriff Tremble    |